# Manitoba Highway 101
Der Manitoba Highway 100 (MB 101) ist Teil einer Ringstraße um die Hauptstadt Manitobas Winnipeg. Die Ringstraße ist unter dem Namen Perimeter Highway bekannt, der Abschnitt ist Teil des National Highway Systems und wird dort als Core-Route geführt. Der Streckenabschnitt ist ca. 49 km lang, damit ungefähr 8 km länger als die Südumgehung, der Manitoba Highway 100.
Vom North Perimeter gehen mehrere Highways aus, mit denen der Norden der Provinz erschlossen werden. Darunter werden auch die Erholungsgebiete der Stadt Winnipeg am Lake Winnipeg erreicht.